# Solenoptera adusta
Solenoptera adusta är en skalbaggsart som beskrevs av Maria Helena M. Galileo och Martins 1993. Solenoptera adusta ingår i släktet Solenoptera och familjen långhorningar. Inga underarter finns listade i Catalogue of Life.